# Astellas Cycling Team
Astellas Cycling Team is een wielerploeg die een Amerikaanse licentie heeft. De ploeg bestaat sinds 2014. Astellas Cycling Team komt uit in de continentale circuits van de UCI. Matthew Curin is de manager van de ploeg.

## Samenstellingen

### 2014
| Naam            | Geboortedatum     | Nationaliteit       | Ploeg 2013                           |
| --------------- | ----------------- | ------------------- | ------------------------------------ |
| Ryan Aitcheson  | 1 april 1991      | Canada              | Neo                                  |
| Andy Baker      | 30 september 1989 | Verenigde Staten    | Hincapie Sportswear Development Team |
| Thomas Brown    | 22 februari 1987  | Verenigde Staten    | Team SmartStop p/b Mountain Khakis   |
| Cortlan Brown   | 31 mei 1989       | Verenigde Staten    | Neo                                  |
| Brecht Dhaene   | 21 november 1988  | België              | Neo                                  |
| Brandon Feehery | 17 april 1992     | Verenigde Staten    | Neo                                  |
| Matthew Green   | 2 oktober 1988    | Verenigd Koninkrijk | Geen                                 |
| Stephen Hyde    | 10 maart 1987     | Verenigde Staten    | Neo                                  |
| Max Korus       | 8 oktober 1988    | Verenigde Staten    | Geen                                 |
| Clay Murfet     | 22 februari 1989  | Australië           | Team SmartStop p/b Mountain Khakis   |
| Michael Pincus  | 9 september 1993  | Verenigde Staten    | Neo                                  |
| Jake Rytlewski  | 7 december 1982   | Verenigde Staten    | Geen                                 |
| Hogan Sills     | 16 mei 1990       | Verenigde Staten    | Neo                                  |
| Chris Uberti    | 11 oktober 1987   | Verenigde Staten    | Team SmartStop p/b Mountain Khakis   |
| Justin Williams | 26 mei 1989       | Verenigde Staten    | Geen                                 |